# カンチク
カンチク（寒竹）は日本原産の竹の一種だが本来の自生地は不明である。種名の由来は晩秋から冬にかけてタケノコが出ることからであり、耐寒性がある訳ではない。
稈は黄色または黒紫色で、普通2mほどであるが、時には5-6mになる。葉にはまれに白条がある。径数mmの細い竹だがその色は紫黒色で光沢があるので美しく、飾り窓や家具などに使われ、庭などに植えられて観賞されている。
葉は薄く小さい。また、タケノコの皮も薄い。寒冷地を除き日本に広く分布する。古くは孟宗が母のために冬の雪中にタケノコを掘った故事になぞらえて孟宗竹と呼ばれていたが、現在モウソウチクは別の中国原産の竹を指す。
タケノコはすこぶる美味で、その味を知る人からは秘かに好まれる。
なお、チャールズ・チャップリンが映画の中で使用したステッキは寒竹製で日本の職人が作ったものである。

## 品種
- キンメイカンチク（金明寒竹）C. marmorea f. kimmei Muroi & H. Okamura - 黄地に緑の筋が入る（金明型）。
- ギンメイカンチク（銀明寒竹） C. marmorea f. gimmei Muroi & Kasahara - 緑地に黄が入る（銀明型）。
- チゴカンチク（稚児寒竹）C. marmorea f. variegata (Makino) Ohwi- 本州（宮城県以南）から沖縄に分布する1品種。桿の高さは1.8mほど。若い稈は淡黄色の斑模様だが、冬の日に当ると稈や葉鞘、稈鞘が朱色に変化する。別名シュチク（朱竹）。